# انتخابات ریاست‌جمهوری ایالات متحده آمریکا (۱۸۳۶)
انتخابات ریاست جمهوری ایالات متحده (۱۸۳۶)، سیزدهمین انتخابات ریاست جمهوری ایالات متحده بود که در تاریخ پنج شنبه ۳ نوامبر تا چهارشنبه ۷ دسامبر ۱۸۳۶ برگزار شد. در این انتخابات، مارتین ون بورن معاون رئیس‌جمهور فعلی از حزب دموکرات در مقابل چهار نامزد از حزب تازه تأسیس ویگ قرار گرفت و توانست با کسب ۱۷۰ رای از ۲۹۴ آرای مجمع گزینندگان به عنوان هشتمین رئیس‌جمهور ایالات متحده به کاخ سفید راه یابد.

## نامزدهای انتخابات
مارتین ون بورن نامزدی خود را به عنوان ادامه دهنده سیاست‌های اندرو جکسون ارائه کرد. بسیاری از رای‌دهندگان، به ویژه در ایالت‌های حامی دموکرات‌ها از جمله پنسیلوانیا، ویرجینیا و زادگاهش نیویورک، از رای دادن به جانشین جکسون خوشحال بودند. ون بورن همچنین از کمک حزب دموکرات که در تشکیل آن در دهه گذشته سهم به سزایی داشت، استفاده نمود. حزب دموکرات در سال ۱۸۳۶ بسیار سازمان‌یافته بود که باعث ترغیب بیشتر رای‌دهندگان دموکرات در انتخابات شد. در واقع، ون بورن تقریباً ۸۵۰۰۰ رای بیشتر از جکسون در انتخابات سال ۱۸۳۲ به دست آورد.
ویلیام هنری هریسون شروع به جمع کردن حامیانی به منظور مخالفت با دولت جکسون در ایالت اوهایو شد. این مخالفت با محبوبیت دولت جکسون در برخی از ایالت‌ها چنان شدید بود که منجر به تأسیس حزب ویگ گردید. ویگ‌ها با مشاهده محبوبیت و موفقیت سیاسی جنگ اندرو جکسون، استدلال کردند که برای مقابله با مارتین ون بورن، جانشین منتخب جکسون در سال ۱۸۳۶، به قهرمان جنگ دیگری احتیاج دارند. هریسون به عنوان کاندیدای ویگ انتخاب شد، اما او تنها نامزد ویگ‌ها نبود.
ویگ‌ها که فاقد وحدت برای تصمیم‌گیری در مورد یک نامزد یا حتی برگزاری یک کنوانسیون ملی بودند، در تلاش برای شکست ون بورن در آرای مجمع گزینندگان در نواحی مختلف، سه نامزد در سه ناحیه از کشور که شامل: هیو وایت، سناتور تنسی در جنوب، سناتور دنیل وبستر از ماساچوست در شرق و ژنرال ویلیام هنری هریسون از اوهایو در غرب را نامزد انتخابات از حزب ویگ معرفی کردند.
اگرچه این استراتژی جواب نداد، اما هریسون نمایش خوبی را ارائه داد و در جایگاه دوم قرار گرفت و از بیست و شش ایالت، توانست آرای ۷ ایالت را بدست آورد. موفقیت نسبی و تعهد او به حزب ویگ باعث شد که وی کاندیدای مورد حمایت این حزب در سال ۱۸۴۰ برای کنار کشیدن ون بورن باشد.